# Samuel Jenner (cyclisme)
Pour les articles homonymes, voir Samuel Jenner.
Samuel Jenner, né le 2 avril 1997 à Armidale, est un coureur cycliste australien. 

## Palmarès et résultats

### Palmarès par année
- 2013
  - 2e du championnat d'Australie du contre-la-montre U17
- 2015
  - 3e du championnat d'Australie du contre-la-montre juniors
- 2017
  -  Champion d'Australie sur route espoirs
  - 1rea étape de Toscane-Terre de cyclisme (contre-la-montre par équipes)
- 2018
  - 2e du championnat d'Australie du contre-la-montre espoirs
- 2019
  - 3e du championnat d'Australie sur route espoirs
  - 3e du championnat d'Australie du contre-la-montre espoirs
- 2020
  - 8e étape du Tour de Tweed (contre-la-montre par équipes)
- 2022
  - 2e étape du Cycle Sunshine Coast (contre-la-montre par équipes)
  - 2e du Cycle Sunshine Coast
  - 3e de La Maurienne Classic
- 2023
  - 2e étape du Tour de Southland
  - 2e du Cycle Sunshine Coast
- 2024
  - 3e du Tour de Southland
- 2025
  - 20e étape de la HTV Cup

### Classements mondiaux
| Année                                 | 2017  | 2018  | 2019  | 2020  | 2021 | 2022  | 2023  | 2024 |
| ------------------------------------- | ----- | ----- | ----- | ----- | ---- | ----- | ----- | ---- |
| Classement mondial                    | 2569e | 1655e | 1270e | 1905e | nc   | 1401e | 3089e | 872e |
| UCI Europe Tour                       | 1772e | nc    |       |       |      |       |       |      |
| UCI Asia Tour                         | nc    | 393e  |       |       |      |       |       |      |
| UCI Oceania Tour                      | nc    | 59e   | 66e   | 95e   | nc   | 71e   | nc    | nc   |
|                                       |       |       |       |       |      |       |       |      |
| Légende : nc = non classéSource : UCI |       |       |       |       |      |       |       |      |